# Atteintes dues au travail en milieu hyperbare
Le travail en milieu hyperbare peut être responsable d'atteintes constituant une maladie professionnelle en France, sous certaines conditions.
Ce sujet relève du domaine de la législation sur la protection sociale et a un caractère davantage  juridique que médical. Pour la description clinique de la maladie se reporter à l'article suivant :

## Législation enFrance

### Régime général
| Fiche Maladie Professionnelle | Fiche Maladie Professionnelle | Fiche Maladie Professionnelle |
| Ce tableau définit les critères à prendre en compte pour lésion provoquée par un travail en milieu hyperbare soit prise en charge au titre de la maladie professionnelle | Ce tableau définit les critères à prendre en compte pour lésion provoquée par un travail en milieu hyperbare soit prise en charge au titre de la maladie professionnelle | Ce tableau définit les critères à prendre en compte pour lésion provoquée par un travail en milieu hyperbare soit prise en charge au titre de la maladie professionnelle                                |
| Régime Général. Date de création : 11 février 1949 | Régime Général. Date de création : 11 février 1949 | Régime Général. Date de création : 11 février 1949 |
| Tableau no 29 RG | Tableau no 29 RG | Tableau no 29 RG |
| Lésions provoquées par des travaux effectués dans des milieux où la pression est supérieure à la pression atmosphérique | Lésions provoquées par des travaux effectués dans des milieux où la pression est supérieure à la pression atmosphérique                                                  | Lésions provoquées par des travaux effectués dans des milieux où la pression est supérieure à la pression atmosphérique                                                                                 |
| --- | --- | --- |
| Désignation des Maladies | Délai de prise en charge | Liste indicative des principaux travaux susceptibles de provoquer ces maladies |
| Ostéonécrose : Avec ou sans atteinte articulaire intéressant l'épaule, la hanche et le genou, confirmée par l'aspect radiologique des lésions | 20 ans | Travaux effectués par les tubistes. Travaux effectués par les scaphandriers. Travaux effectués par les plongeurs munis ou non d'appareils respiratoires individuels. Interventions en milieu hyperbare. |
| Syndrome vertigineux : Confirmé par épreuve labyrinthique | 3 mois | |
| Otite : Moyenne ou subaiguë ou chronique | 3 mois | |
| Hypoacousie par lésion cochléaire : Irréversible, s'accompagnant ou non de troubles labyrinthiques et ne s'aggravant pas après arrêt d'exposition au risque. Le diagnostic sera confirmé par une audiométrie tonale et vocale effectuée de six mois à un an après la première constatation | 1 an | |
| Date de mise à jour : 19 juin 1977 | | |

### Aspects professionnelles
En France, la loi prévoit pour les personnes à risque de maladie hyperbare une surveillance médicale renforcée (durant toute leur vie professionnelle, tant qu'ils seront exposés à ce risque).

## Sources
- (fr) Tableaux du régime Général sur le site de l’AIMT
- (fr) Guide des maladies professionnelles sur le site de l’INRS